# Оперативно-тактичне угруповання «Луганськ»
Оперативно-тактичне угруповання «Луганськ» (ОТУ «Луганськ») — тимчасове об'єднання, створене у Силах оборони України та район його дій в рамках війни на Сході України.

## Зона ОТУ

### Антитерористична операція на сході України
З 4 січня 2016 року ОТУ «Луганськ» охоплював територію зони АТО в межах Луганської області.
З 9 листопада 2017 року додатково охоплює північну частину Донецької області (північну половину зони відповідальності ліквідованого ОТУ «Донецьк»).

### Російське вторгнення в Україну (з 2022)
До зони відповідальності ОТУ належить лінія фронту від Білогорівки Луганської області до Нью-Йорка Донецької області.

## Історія

### Антитерористична операція на сході України
Про створення ОТУ «Луганськ» стало відомо 4 січня 2016 року. До його зони відповідальності входить східна частина колишнього Сектору «С» та уся територія колишнього Сектору «А».
9 листопада 2017 року, разом із призначенням Михайла Забродського новим командувачем сил АТО, ОТУ «Донецьк» було ліквідовано, й таким чином північна його частина перейшла до складу ОТУ «Луганськ».

## Структура
Командування ОТУ «Луганськ» сформоване на основі командування 11-го армійського корпусу.
- ТГр «Торецьк»[6][7]

## Сили ОТУ
Станом на жовтень 2024 року в зоні відповідальності ОТУ «Луганськ» вели бойові дії підрозділи наступних бригад ЗСУ:
- 5-та окрема штурмова бригада
- 10-та окрема гірсько-штурмова бригада «Едельвейс»
- 24-та окрема механізована бригада
- 28-ма окрема механізована бригада
- 30-та окрема механізована бригада
- 54-та окрема механізована бригада
- 93-тя окрема механізована бригада «Холодний Яр»
- 56-та окрема мотопіхотна бригада
- 81-ша окрема аеромобільна бригада
- 125-та окрема бригада територіальної оборони
- 26-та артилерійська бригада
- 45-та окрема артилерійська бригада
- 12-та бригада спеціального призначення НГУ «Азов»

## Командування

### Командувачі
- 2024: полковник Ледовий Євген
- 09.2024—11.2024: генерал-майор Драпатий Михайло Васильович
- з 12.2024: бригадний генерал Сірченко Сергій Анатолійович[9]